# Tàu vũ trụ TKS
Tàu vũ trụ TKS (tiếng Nga: Транспортный корабль снабжения, Transportnyi Korabl’ Snabzheniia, Tàu vũ trụ cung ứng và vận chuyển, số hiệu GRAU 11F72) là tàu vũ trụ của Liên Xô được hình thành vào cuối những năm 1960 để tiếp tế trạm vũ trụ Almaz.
Tàu vũ trụ được thiết kế cho cả các chuyến bay tiếp tế hàng hóa được điều khiển bằng phi hành đoàn và tự hành, nhưng không bao giờ được sử dụng trong vai trò dự định của nó - chỉ có bốn nhiệm vụ thử nghiệm được bay (bao gồm cả ba đã cập bến các trạm vũ trụ Salyut) trong chương trình. Khối hàng hóa chức năng (FGB) của tàu vũ trụ TKS sau đó đã hình thành nên cơ sở của một số mô-đun trạm vũ trụ, bao gồm mô-đun FGB Zarya trên Trạm Vũ trụ Quốc tế.
Tàu vũ trụ TKS bao gồm hai tàu vũ trụ được gắn với nhau, cả hai đều có thể hoạt động độc lập:
- Tàu vũ trụ VA (bị gọi nhầm ở phương Tây là tàu vũ trụ Merkur), là nơi chứa các phi hành gia trong quá trình phóng và về Trái Đất của tàu vũ trụ TKS, trong khi di chuyển đến và đi từ trạm vũ trụ Almaz.
- Khối hàng hóa chức năng (FGB), để tiếp tế trạm vũ trụ Almaz, mang theo bộ phận kết nối trạm vũ trụ (docking hardware), bình nhiên liệu và một khoang chứa hàng lớn có áp suất. Hơn nữa, FGB mang các động cơ cơ động trên quỹ đạo cho TKS.

## Chi tiết

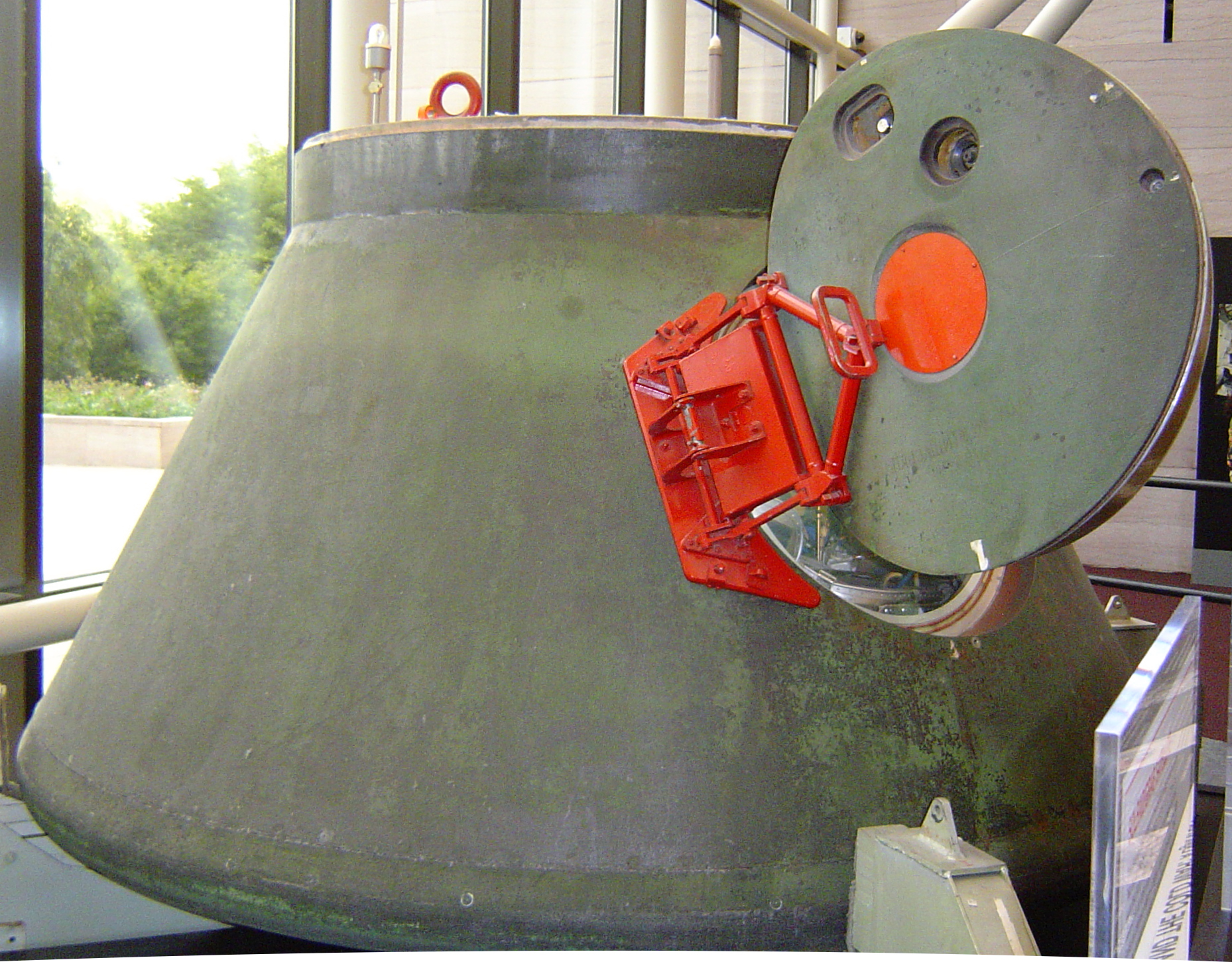
Tàu vũ trụ VA của Kosmos 1443

| Kích thước phi hành đoàn:                | 3 phi hành gia                                     |
| Thời hạn theo thiết kế:                  | 7 ngày                                             |
| Thời gian hoạt động tối đa trên quỹ đạo: | 200 ngày                                           |
| Quỹ đạo thông thường:                    | 223 km × 266 km ở độ nghiêng 52°                   |
| Chiều dài:                               | 13,2 m (43,31 ft)                                  |
| Đường kính tối đa:                       | 4,15 m (13,61 ft)                                  |
| Khoảng cách:                             | 1700 m (55,00 ft)                                  |
| Thể tích tàu có thể sống:                | 45,00 m³                                           |
| Khối lượng:                              | 17510 kg (38600 lb)                                |
| Khối hàng:                               | 12600 kg (27700 lb)                                |
| Lực đẩy động cơ chính:                   | 7,840 kN (1,763 lbf)                               |
| Nhiên liệu động cơ đẩy chính:            | N2O4/UDMH 3822 kg (8426 lb)                        |
| Isp (specific impulse) động cơ chính:    | 291s                                               |
| Δv của tàu vũ trụ:                       | 700 m/s (2290 ft/s)                                |
| Hệ thống điện:                           | Các tấm pin mặt trời (bề ngang 17 m, 40 mét vuông) |
| Sản lượng hệ thống điện:                 | Trung bình 2,40 kW                                 |
| Tên lửa phóng:                           | Proton 8K82K                                       |

## Những nhiệm vụ

### Những chuyến bay thử tàu vũ trụ VA
Bốn chuyến bay với tám tàu vũ trụ VA không có mô-đun FGB đã được thực hiện để tăng tốc độ phát triển của tàu vũ trụ TKS:
- Thử nghiệm quỹ đạo của một cặp tàu vũ trụ VA Kosmos 881 và Kosmos 882 vào ngày 15 tháng 12 năm 1976 đã bắt đầu cùng nhau và đã cùng về Trái Đất vào cùng ngày.
- Tàu VA #009L/P và VA #009P/P: Phóng vào ngày 4 tháng 8 năm 1977. Tên lửa đã thất bại 40 giây sau khi phóng trong một cuộc thử nghiệm dưới quỹ đạo (suborbital test) của hai tàu vũ trụ VA. Tàu VA #009L/P bị phá hủy trong vụ nổ, VA #009P/P được cứu bởi hệ thống thoát hiểm khẩn cấp (SAS) của tên lửa Proton và đã được khôi phục an toàn.
- Vào ngày 30 tháng 3 năm 1978, hai tàu vũ trụ VA Kosmos 997 và Kosmos 998 đã được phóng cùng nhau và hai tàu đã về Trái Đất một cách riêng biệt.
- Vào ngày 23 tháng 5 năm 1979, hai tàu vũ trụ VA Kosmos 1100 và Kosmos 1101 đã được phóng cùng nhau và hai tàu đã về Trái Đất một cách riêng biệt.

### TKS-1 (Kosmos 929)
Kosmos 929 là chuyến bay đầu tiên của tàu vũ trụ TKS "hoàn chỉnh" (tàu vũ trụ VA với FGB), được phóng vào ngày 17 tháng 7 năm 1977  - đó là chuyến bay thử nghiệm "một mình" và không dành cho trạm vũ trụ Salyut. Tàu vũ trụ VA trở lại Trái Đất ngày 16 tháng 8 năm 1977. Phần còn lại của tàu vũ trụ - FGB - về Trái Đất vào ngày 2 tháng 2 năm 1978.

### TKS-2 (Kosmos 1267)
Vào ngày 25 tháng 4 năm 1981, TKS-2 được phóng không người lái với tên là Kosmos 1267, là FGB đầu tiên cập bến với một trạm không gian. Sau khi tàu vũ trụ VA tách ra và được thu hồi vào ngày 24 tháng 5 năm 1981, FGB đã cập bến Salyut 6 vào ngày 19 tháng 6, sau 57 ngày bay tự động. Nó gắn liền với trạm vũ trụ cho đến khi cả hai về Trái Đất và bị phá hủy vào ngày 29 tháng 7 năm 1982.

### TKS-3 (Kosmos 1443)
Vào ngày 2 tháng 3 năm 1983, TKS-3 được phóng không người lái dưới tên Kosmos 1443. Lần này, VA vẫn được gắn và TKS "hoàn chỉnh" đầu tiên cập bến Salyut 7 hai ngày sau khi phóng. TKS-3 rời trạm vũ trụ vào ngày 14 tháng 8. Sau khi rời, tàu vũ trụ FGB và VA tách ra và tàu vũ trụ VA tiếp tục ở trong vũ trụ trong bốn ngày nữa để thực hiện chuyến bay tự động, trước khi nó về Trái Đất vào ngày 23 tháng 8 năm 1983, hạ cánh 100 km về phía đông nam Aralsk và mang về 350 kg vật liệu từ trạm Salyut 7. FGB đã  về Trái Đất vào ngày 19 tháng 9 năm 1983.

### TKS-4 (Kosmos 1686)

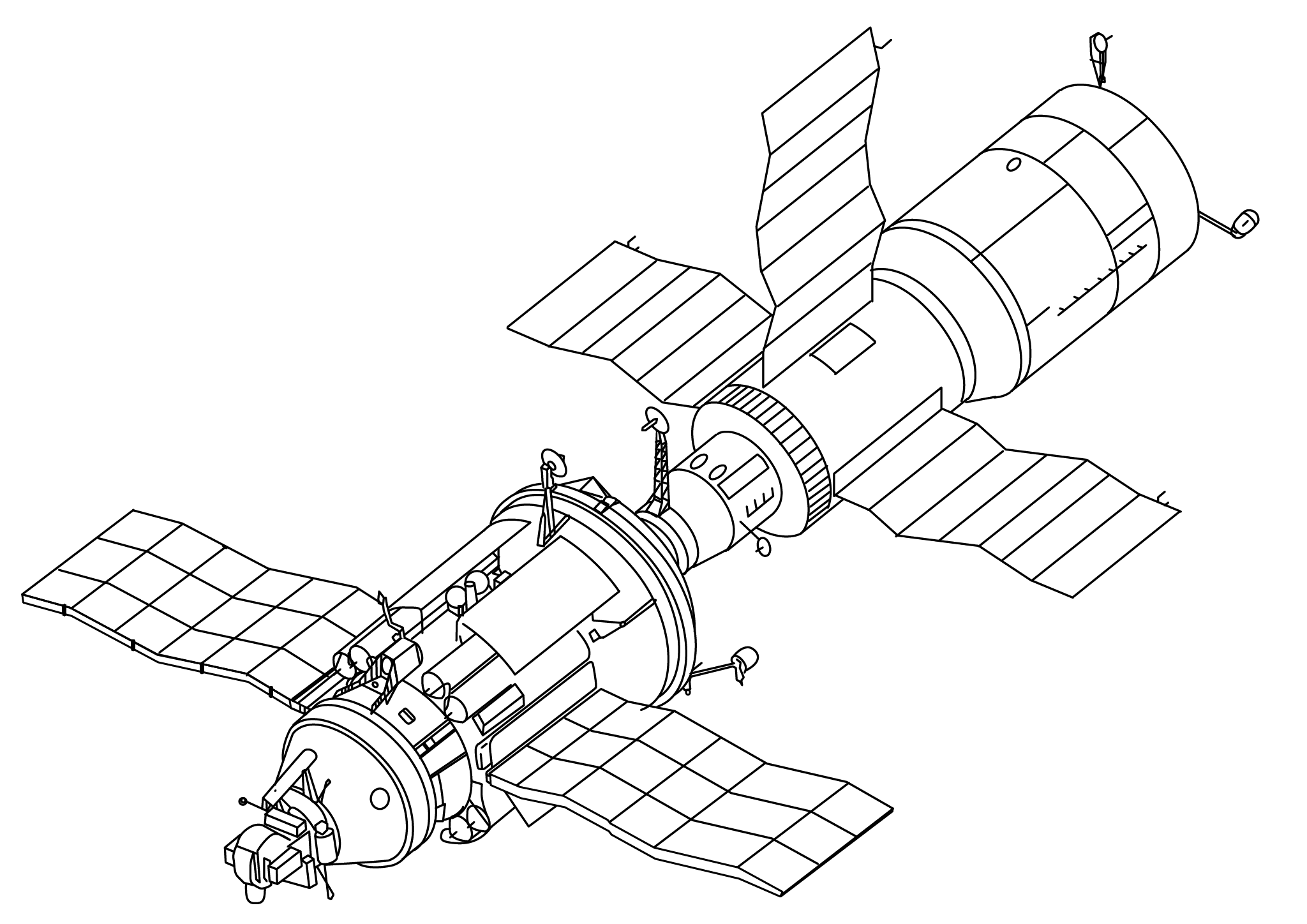
Một bản vẽ của tàu vũ trụ TKS cuối cùng, Kosmos 1686, được mô tả đã cập bến trạm vũ trụ Salyut 7. Tàu vũ trụ VA có thể nhìn thấy ở phía dưới bên trái. "Phần mũi" của tàu vũ trụ VA, có chứa các động cơ để về Trái Đất, đã được thay thế bằng các thiết bị viễn thám.

TKS-4 được phóng không người lái dưới tên Kosmos 1686 vào ngày 27 tháng 9 năm 1985. Các hệ thống hạ cánh, ECS, ghế ngồi và hệ thống điều khiển có người lái đã được gỡ bỏ khỏi tàu vũ trụ VA, và thay vào đó, các tải trọng khác đã được cài đặt: một thiết bị ảnh có độ phân giải cao, kính viễn vọng hồng ngoại và máy quang phổ <i id="mwAVY">Ozon</i>. TKS đã cập cảng thành công với Salyut 7.
Phi hành đoàn "quân đội" dài hạn Salyut 7 EO-4, bao gồm Viktor Savinykh, Alexander Volkov và chỉ huy Vladimir Vasyutin, đã ở trên Salyut 7 vào tháng đó để tiến hành thí nghiệm với TKS-4. Chỉ huy Vasyutin ngã bệnh ngay sau khi đến trạm vũ trụ. Ban đầu phi hành đoàn dự kiến sẽ ở lại Salyut 7 trong 6 tháng, nhưng căn bệnh của Vasyutin đã buộc phi hành đoàn phải quay trở lại Trái Đất khẩn cấp vào ngày 21 tháng 11 năm 1985, ngăn phi hành đoàn hoàn thành các thí nghiệm trên tàu TKS. Phi hành đoàn của Soyuz T-15 trở về Salyut 7 vào tháng 5 năm 1986, để hoàn thành một số thí nghiệm và mang thiết bị đến trạm vũ trụ Mir mới.
Salyut 7 đã được chuyển lên quỹ đạo cao hơn sau nhiệm vụ đó, trong khi chờ đợi một phi hành đoàn "TKS" khác - thậm chí còn có kế hoạch đưa trạm về Trái Đất bằng tàu con thoi Buran. Nhưng những chuyến bay như vậy không bao giờ được thực hiện trước khi Salyut 7 và Kosmos 1686 về Trái Đất vào ngày 7 tháng 2 năm 1991, bị phá hủy cùng nhau trên Argentina.

## Sử dụng thêm
Thiết kế TKS, chưa bao giờ được điều khiển có người lái, đã tiếp tục cung cấp cấu trúc cơ bản cho một số thành phần trạm không gian sau này, như:
- Tàu đẩy (space tug) cho mô-đun Kvant-1 (Mir)[2]
- Mô đun Kvant-2 (Mir)
- Mô-đun Kristall (Mir)
- Mô-đun Spektr (Mir)
- Mô-đun Priroda (Mir)
- Tàu vũ trụ Polyus (FGB)
- Mô-đun ISS Zarya (FGB-1)
- Mô-đun nghiên cứu ISS (FGB-2) của Nga (đã hủy)
- Mô-đun ISS Nauka (FGB-2)

## Kho ảnh

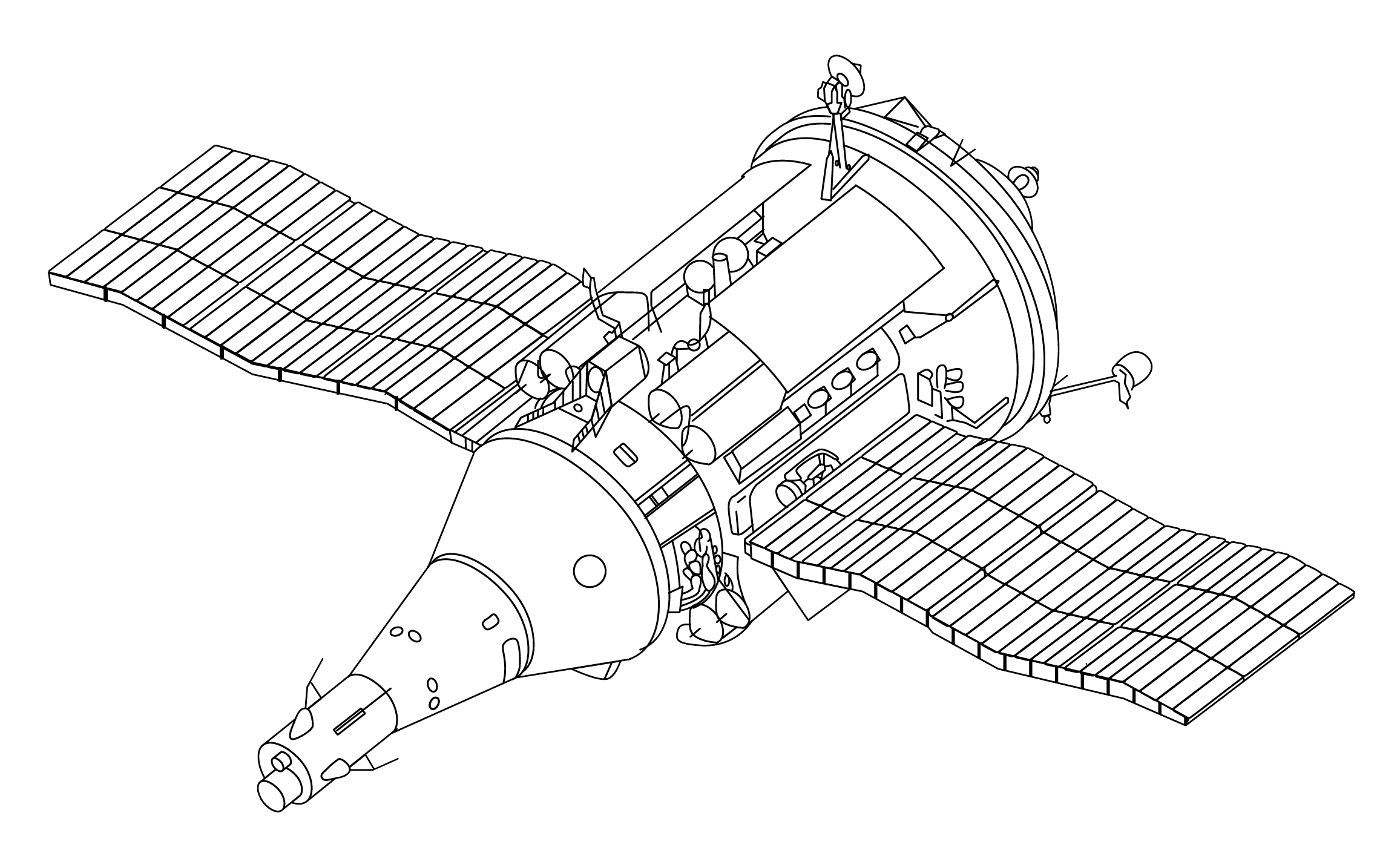
Tàu chở hàng/phi hành gia TKS của Liên Xô
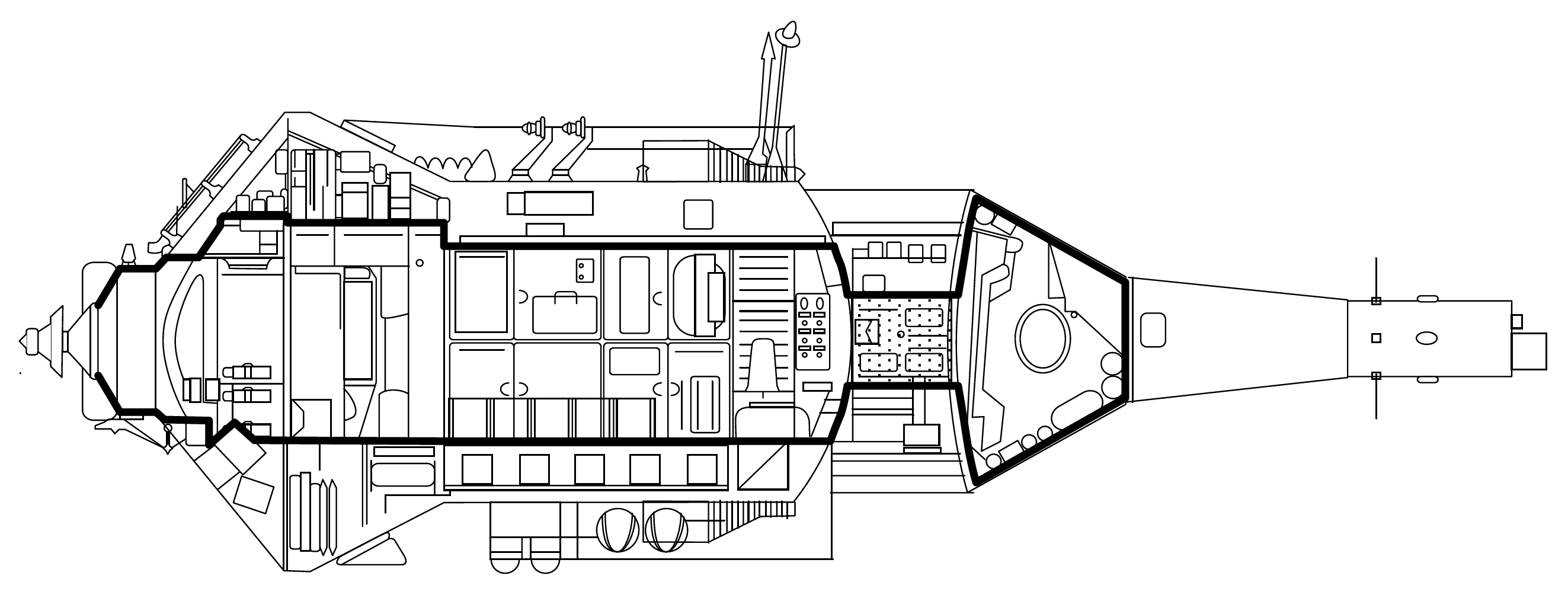
Hình vẽ mặt cắt của tàu TKS. Những chi tiết trong hình vẽ là phỏng đoán
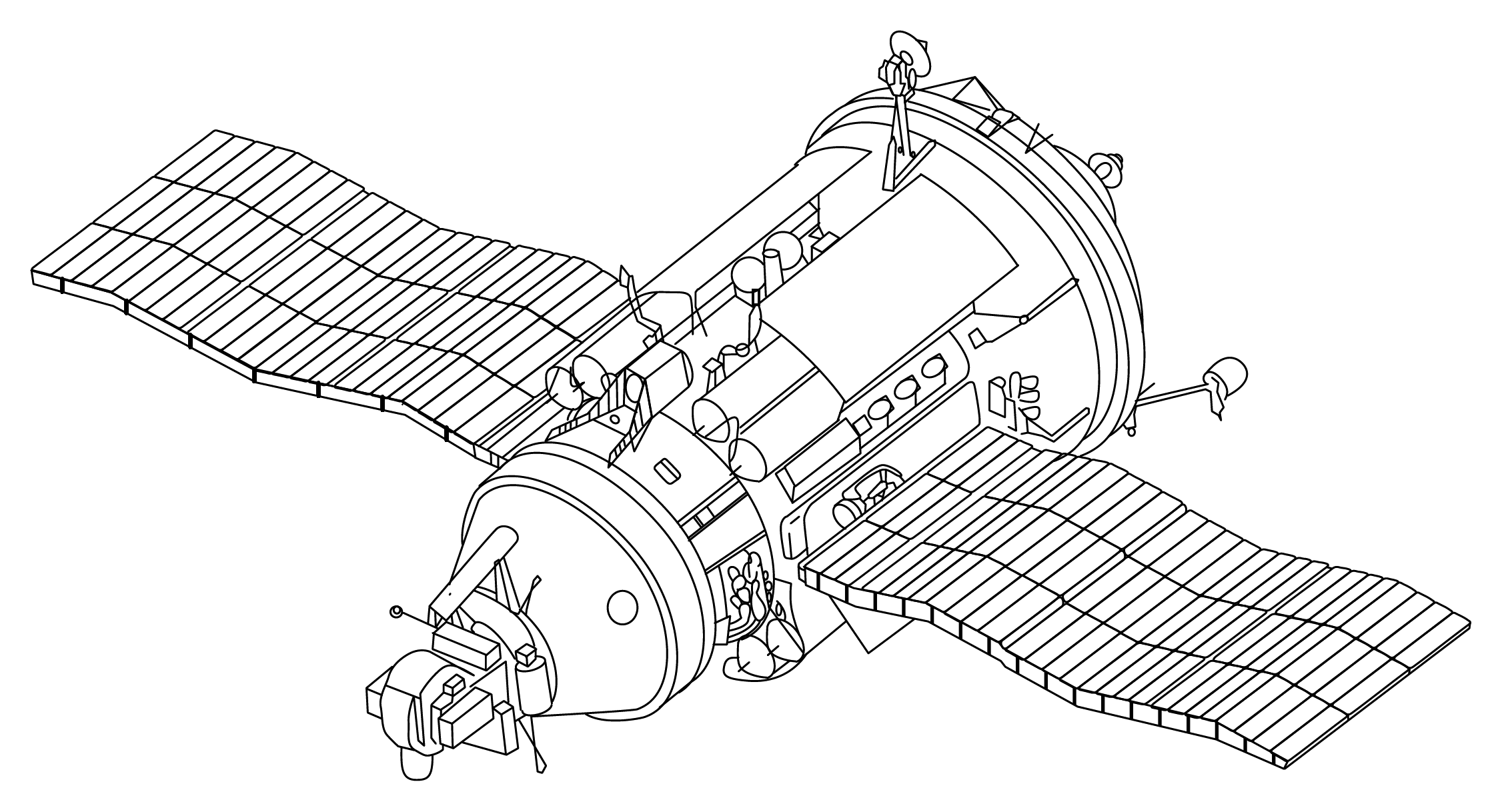
Kosmos 1686. Lưu ý tàu VA (trái), được sửa đổi nhiều để chứa dụng cụ khoa học
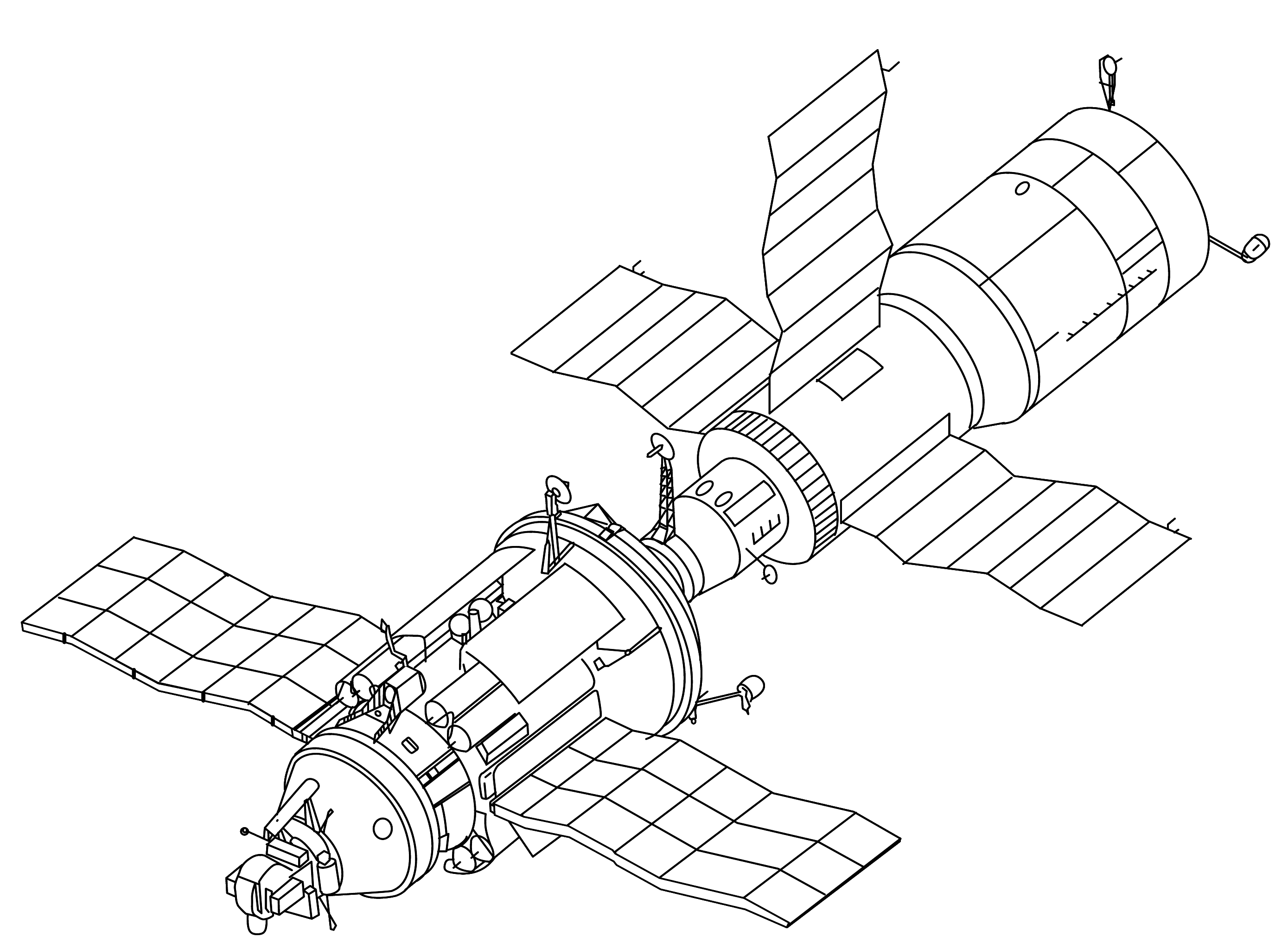
Kosmos 1686 và Salyut 7
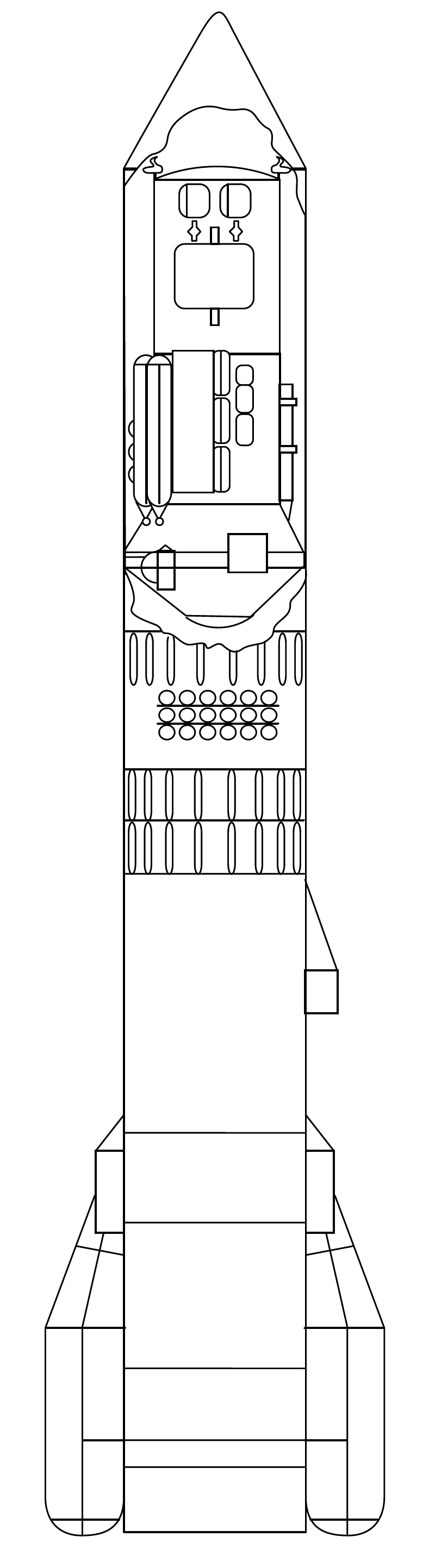
Hình vẽ mặt cắt tàu vũ trụ Polyus
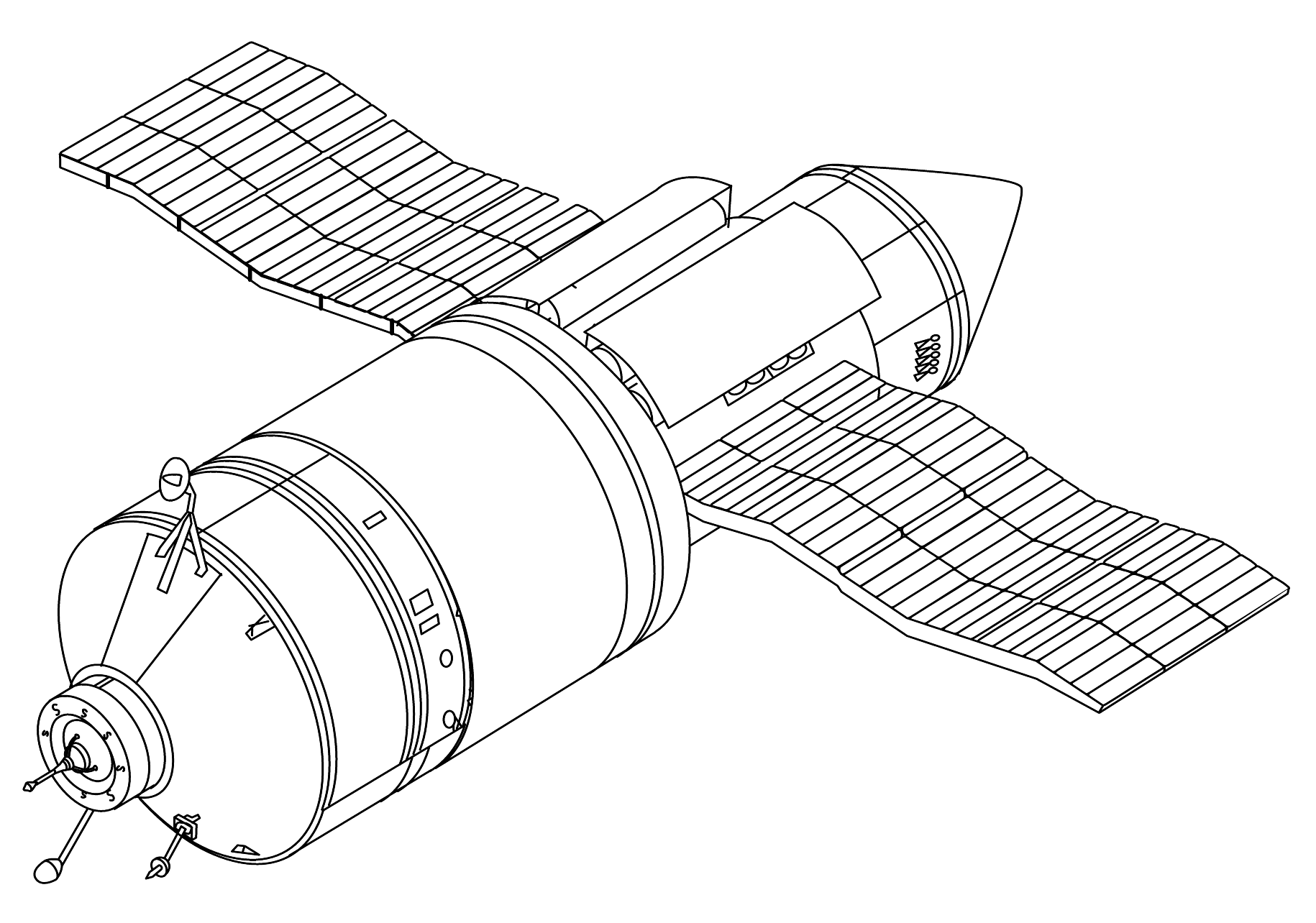
Mô-đun Kvant-1 (Trạm vũ trụ Hòa Bình) với tàu đẩy (space tug) của nó
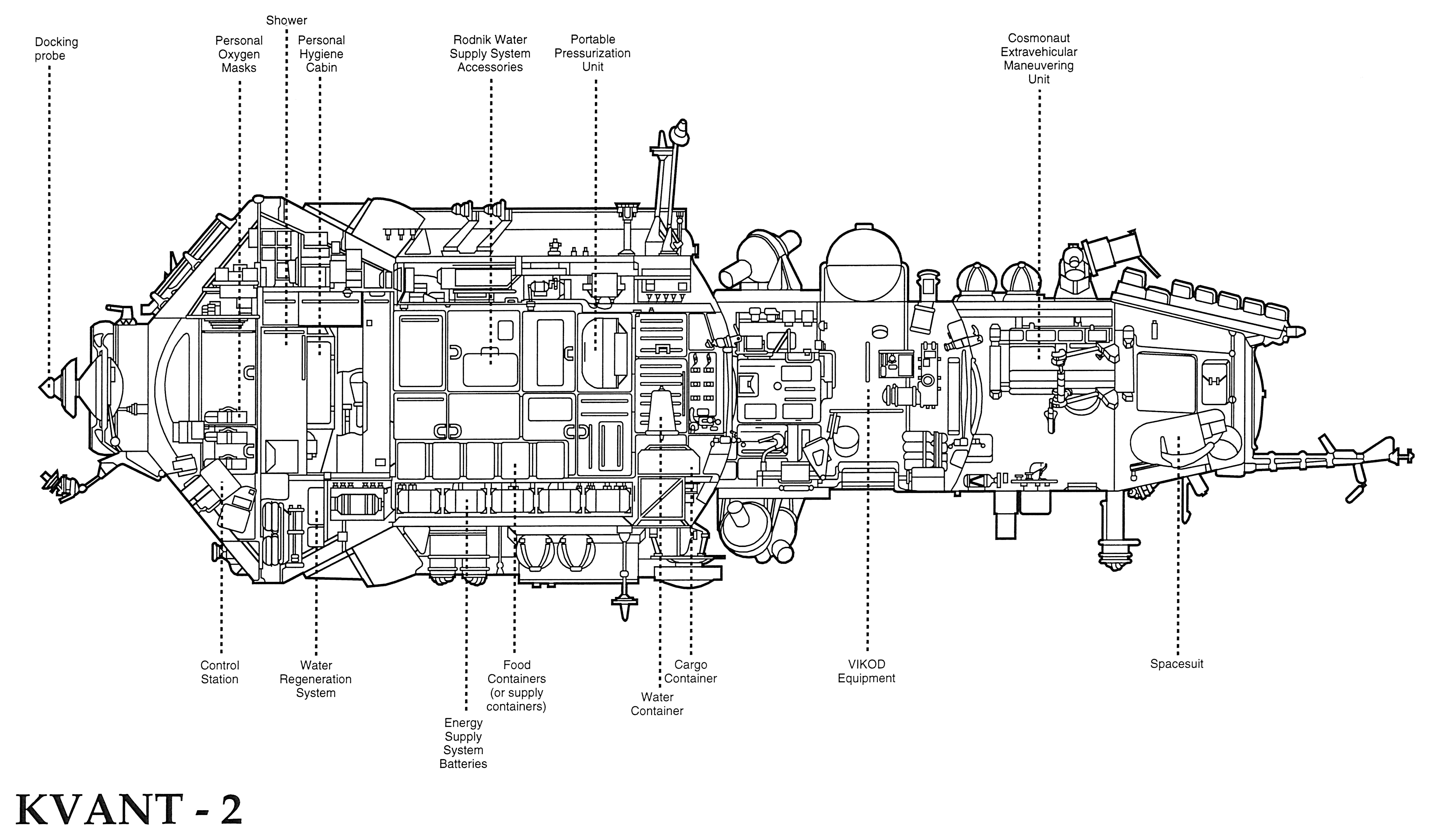
Hình vẽ mặt cắt của mô-đun Kvant-2 (Trạm vũ trụ Hòa Bình)
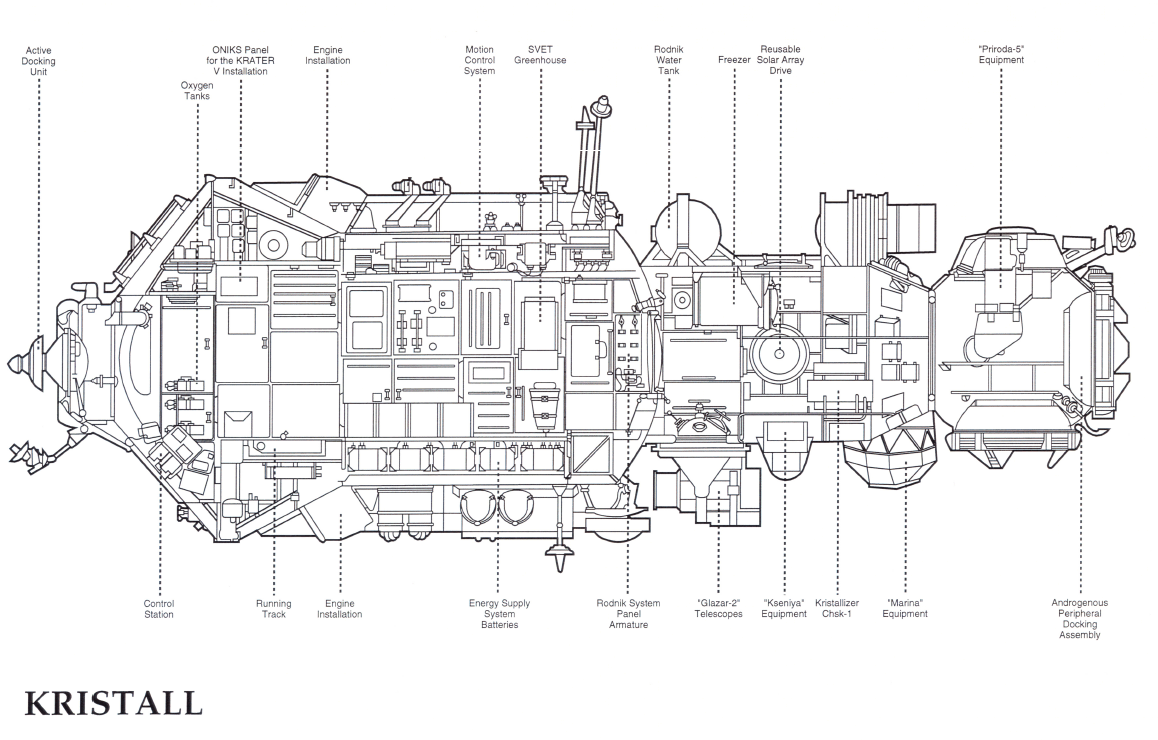
Hình vẽ mặt cắt của mô-đun Kristall (Trạm vũ trụ Hòa Bình)
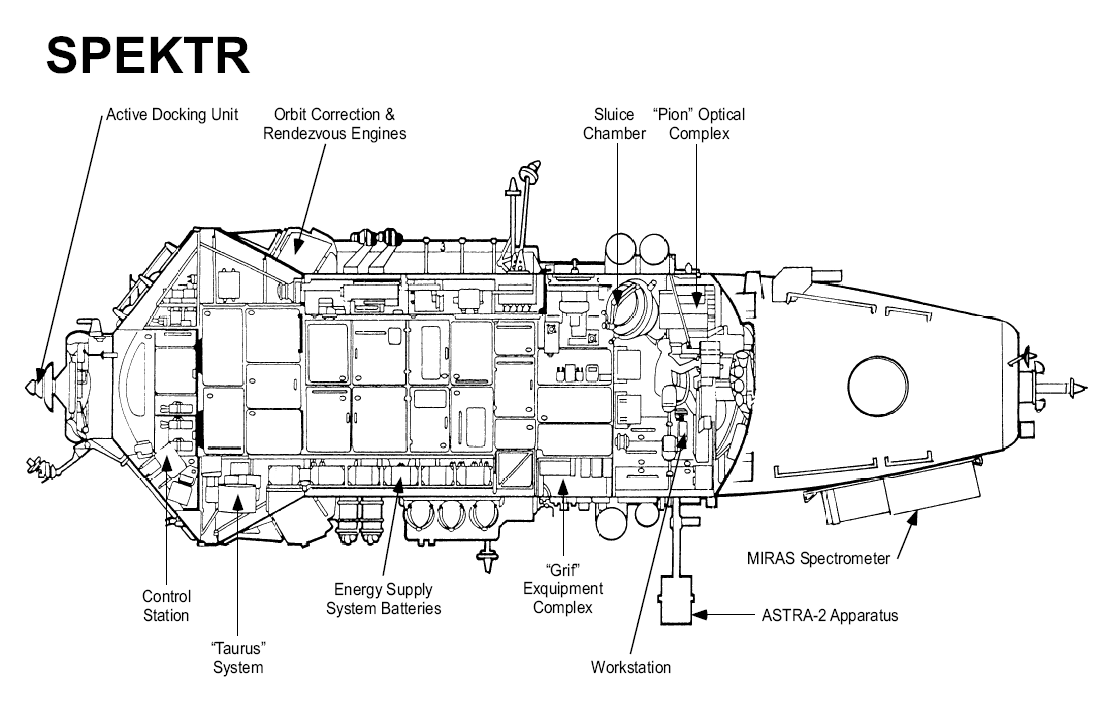
Hình vẽ mặt cắt của mô-đun Spektr (Trạm vũ trụ Hòa Bình)
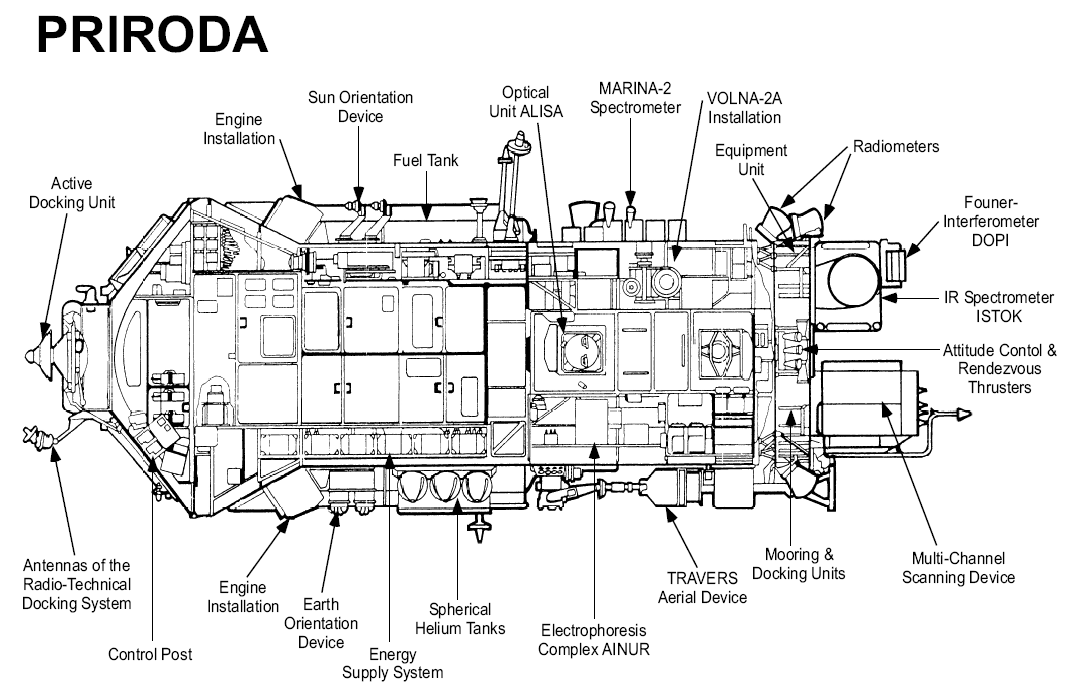
Hình vẽ mặt cắt của mô-đun Priroda (Trạm vũ trụ Hòa Bình)
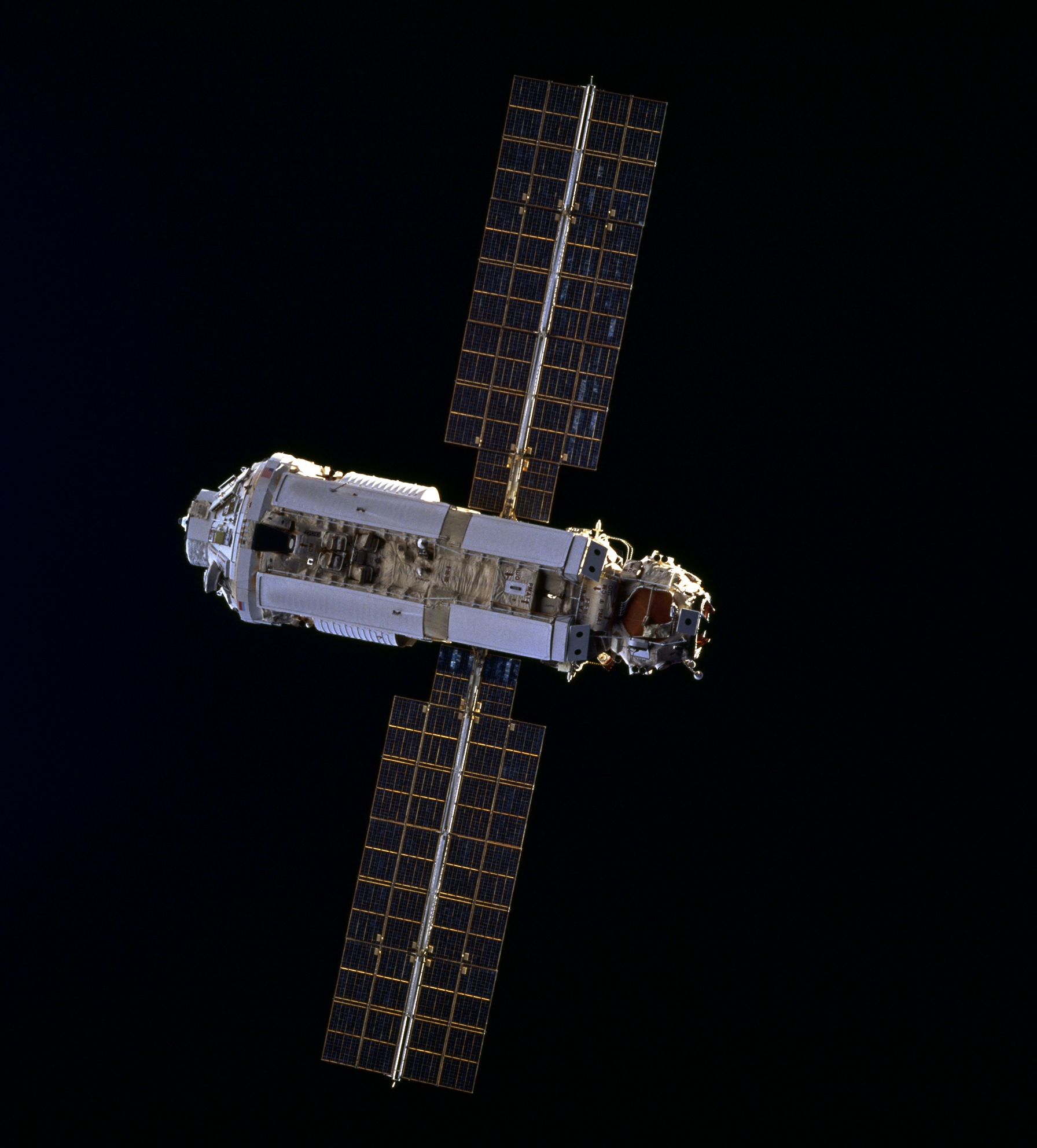
Mô-đun Zarya nhìn từ STS-88
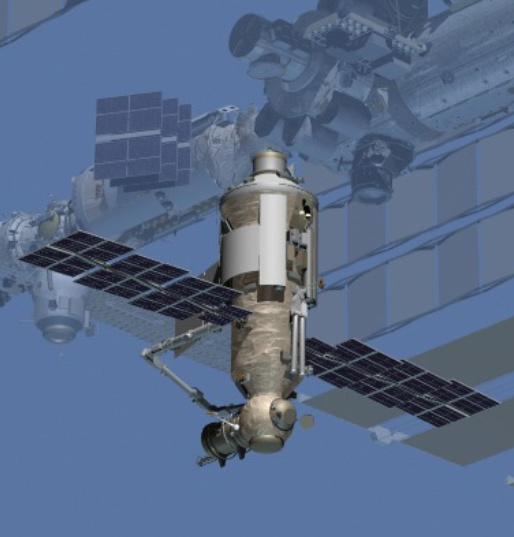
Hình mô phỏng Mô-đun Phòng thí nghiệm đa năng (MLM) cập bến ISS